# 올리버 클락

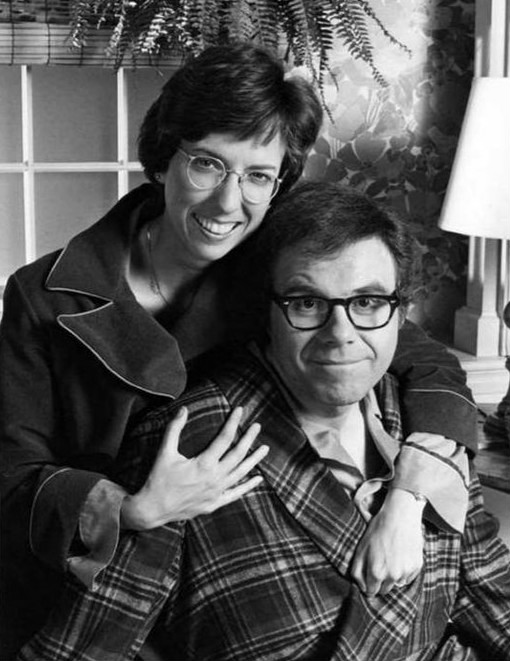

올리버 클락(Oliver Clark, 1939년 1월 4일 ~ )은 미국의 배우, 영화배우, 텔레비전 배우이다.
버펄로에서 태어났다.

## 영화
- 조선명탐정 : 사라진 놉의 딸 (2014년)
- 카툰타운의 크리스마스 (1996년)
- 혈야 (1989년)
- 어니스트 2 - 크리스마스 구출 작전 (1988년)
- 더 라스트 메리드 커플 인 아메리카 (1980년) - 맥스 드라이든 역
- 행잉 바이 어 스레드 (1979년)
- 낫츠 랜딩 (1979년)
- 남과 여 2 (1977년)
- 스타 탄생 (1976년)
- 매쉬 - 시리즈 (1972년)
- 랜드로드 (1970년)